# Wolfgang Barthel
Wolfgang Barthel (ur. 1 stycznia 1951) – niemiecki lekkoatleta specjalizujący się w pchnięciu kulą, mistrz Europy juniorów z Paryża (1970), ojciec Mony Barthel.

## Sukcesy sportowe
- wicemistrz RFN w pchnięciu kulą – 1973[3]

| Rok  | Miasto | Zawody                      | Konkurencja    | Wynik       |
| ---- | ------ | --------------------------- | -------------- | ----------- |
| 1970 | Paryż  | mistrzostwa Europy juniorów | pchnięcie kulą | złoty medal |

## Rekordy życiowe
- pchnięcie kulą – 18,89 – Kolonia 15/06/1972